# Mare de Déu de l'Assumpció de Torregrossa
Mare de Déu de l'Assumpció de Torregrossa és un monument del municipi de Torregrossa (Pla d'Urgell) inclòs en l'Inventari del Patrimoni Arquitectònic de Catalunya.

## Descripció
Església amb frontó triangular a la façana.
La porta principal és d'estil neoclàssic amb dos pilars adossats.
La torre del campanar és quadrada amb ràfecs que subratllen els diferents pisos. Té base quadrada, 33 m d'alçada i estricta i austera ornamentació.
L'interior, de tres naus, és enguixat i modificat.
A la llinda de la porta hi ha la data de 1679.

## Història
L'església actual fou refeta en temps dels Montsuar-Avinyó, que durant el segle xvi referen el castell de la vila i després l'església. Les parts lateral i posterior de l'església enllacen amb les restes del castell.
Manuel de Montsuar va ser president de la Generalitat en temps de Joan II al segle xv.
En data 1832 consta una autorització per a la construcció del campanar en terrenys d'un príncep Pignatelli de Belmonte, senyors de la vila de Torregrossa des de mitjans de segle xvii fins a la fi de l'Antic Règim. Un d'aquests prínceps, resident a Nàpols, sostingué un llarg plet amb l'Ajuntament de la població que fou resolt el 1827, i el 1832 s'autoritzà la construcció del campanar.